# Polyptyque des Carmes
Le Polyptyque des Carmes  (en italien : Pala del Carmine) est une peinture polyptyque en  tempera et or sur panneau de bois de Pietro Lorenzetti,  réalisée de 1327 à 1329 (date de la signature), conservée en grande partie à la   Pinacothèque nationale de Sienne.

## Histoire
Commandé  pour l'église du couvent Saint-Nicolas-du-Carmel de Sienne, il comporte la date MCCCXXVIIII et un paiement au peintre attesté par l'ordre du Carmel. Le polyptyque fut démembré à la Contre-Réforme au XVIe siècle et, démuni de deux compartiments, puis confié à la Chiesa di Sant'Ansano a Dofàna (it) où deux repeints furent exécutés (le prophète Élie en saint Antoine abbé, et une partie de la prédelle en Histoire de la Vie de saint Ansanus).
Complètement dispersé ensuite et vendu à un antiquaire, il fut reconstitué partiellement pour la pinacothèque de Sienne par les travaux de Federico Zeri ayant retrouvé la trace des panneaux manquants.
À la  reconstitution de Sienne manquent toujours plusieurs panneaux dispersés entre :
- le Norton Simon Museum de Pasadena
  - panneau de Saint Jean Baptiste de  126,4 × 46,7 cm attribué à Lorenzetti et comme faisant partie de ce retable par Federico Zeri)
  - panneau d'Élie (126,4 × 46,7 cm)
- le Yale University Art Gallery de New Haven  (panneau des Saints André et Jacques majeur attribué par Adolfo Venturi)
- un dernier sans trace.

## Description
Panneau central (169 × 148 cm)La Vierge à l'Enfant trône en majesté au centre, entourée d'anges derrière le dais et accompagnée de saint Nicolas de Myre à gauche et du prophète Élie à droite.
La signature du peintre figure sur la contre-marche du piédestal : PETRUS LAURENTII ME PINXIT ANNO DOMINI MCCCXXVIII
Panneaux latérauxà gauche Sainte Agnès, Élie ;  à droite; saint Jean Baptiste, Sainte Catherine d'Alexandrie
Panneaux supérieurs à double compartimentsÀ gauche : le panneau perdu, puis Les Saints Taddeo et Bartholomée ; à droite : Les Saints André et Jacques Majeur, Les Saints Thomas et  Jacques,
PrédelleAu centre : Saint Albert, patriarche de Jérusalem, remet la règle à saint Broccardo (37 × 1 545 cm, largeur du panneau central)
à gauche :  Le Songe de Sobac et  Les Ermites carmélites à la source d'Élie (37 × 45 cm)
à droite : La Concession du pape Honoré IV à l'habit blanc (37 × 41 cm) et Approbation de la règle des Carmes par le pape Honoré III (37 × 45 cm).
|  |  |  |  |  |
|  |  |  |  |  |
|  |  |  |  |  |